# Factotum (romanzo)
Factotum è il secondo romanzo dello scrittore statunitense Charles Bukowski.

## Trama
La trama segue le vicende di Henry Chinaski, l'alter ego di Bukowski, in cerca di un lavoro dopo essere stato rifiutato per l'arruolamento nella Seconda guerra mondiale. Passerà da un mestiere all'altro, vivendo alla giornata, tra rapporti sessuali passeggeri e sbornie quotidiane.

## Adattamenti
Nel 2005 ne è stato tratto un film omonimo diretto da Bent Hamer e interpretato da Matt Dillon nel ruolo dell'autore.